# Instituto de Estudios Catalanes
El Instituto de Estudios Catalanes (en catalán: Institut d'Estudis Catalans o IEC) es una institución cultural española fundada por iniciativa de Enric Prat de la Riba según los acuerdos de la Diputación de Barcelona del 18 de junio de 1907 y del 14 de febrero de 1911, de la cual Enric Prat de la Riba era presidente. Lo constituye una corporación académica, científica y cultural que tiene por objeto la investigación de todos los elementos de la cultura catalana.

## Funciones
Sus funciones están reconocidas por el Real Decreto 3118/1976, del 26 de noviembre, y la Resolución de la Generalidad de Cataluña del 17 de mayo de 2001, por la cual se publican sus estatutos, que recogen la letra y el espíritu de los acuerdos fundacionales. En 1922 fue admitido en la Unión Académica Internacional.
La corporación tiene su sede principal en la ciudad de Barcelona y ha establecido delegaciones en todo su ámbito geográfico de actuación (artículo 6 de los estatutos). Dicho ámbito de actuación abarca todos los lugares de lengua y cultura catalanas (artículo 1 del Real Decreto 3118/1976). 
La sección filológica del IEC cumple la función de academia de la lengua catalana. Es actualmente el encargado de la revisión del Diccionario catalán valenciano balear y sus competencias normativizadoras son reconocidas en Cataluña, las Islas Baleares y Andorra. En el Rosellón, a pesar del carácter no oficial de la lengua, el Consejo General del departamento de Pirineos Orientales también reconoce su autoridad normativa. En la Franja de Aragón se utilizan sus normativas de facto al carecer de oficialidad el catalán. En la Comunidad Valenciana se rigen por las normas de la Academia Valenciana de la Lengua, que son de hecho las mismas que las del IEC (véase Normas de Castellón) con el que tiene firmado un protocolo de colaboración por una normativa inclusiva y unitaria. En esta comunidad el IEC no cuenta con sede propia, pero sí con delegaciones, mientras que en Valencia desarrolla sus actividades en el Octubre Centro de Cultura Contemporánea, actual sede de Acció Cultural del País Valencià y otras entidades pancatalanistas, en Alicante lo hace en la Sede Universitaria Ciudad de Alicante y en Castellón de la Plana en el MENADOR Espacio Cultural.
El IEC, además de realizar afirmaciones de carácter lingüístico, se ha pronunciado acerca de aspectos de índole política, criticando la aplicación del artículo 155 de la Constitución Española y la destitución del Gobierno de la Generalidad, y calificando de "presos políticos" a los políticos encarcelados a raíz del proceso independentista de Cataluña. Asimismo, defiende el derecho de autodeterminación de esta comunidad autónoma española y la idea de los Países Catalanes.
Estos posicionamientos, así como los cursos, publicaciones y actos que realiza el IEC, han sido calificados por el historiador y escritor José Luis Corral de "nacionalismo pancatalanista monolítico y excluyente".